# Otacilia wugongshanica
Espèce
Synonymes
- Phrurolithus dawushan Liu & Li, 2022
- Phrurolithus xingguo Liu & Li, 2022
- Phrurolithus zhonglong Liu & Li, 2022

Otacilia wugongshanica est une espèce d'araignées aranéomorphes de la famille des Phrurolithidae.

## Distribution
Cette espèce est endémique du Jiangxi en Chine,. Elle se rencontre dans le xian d'Anfu.

## Description

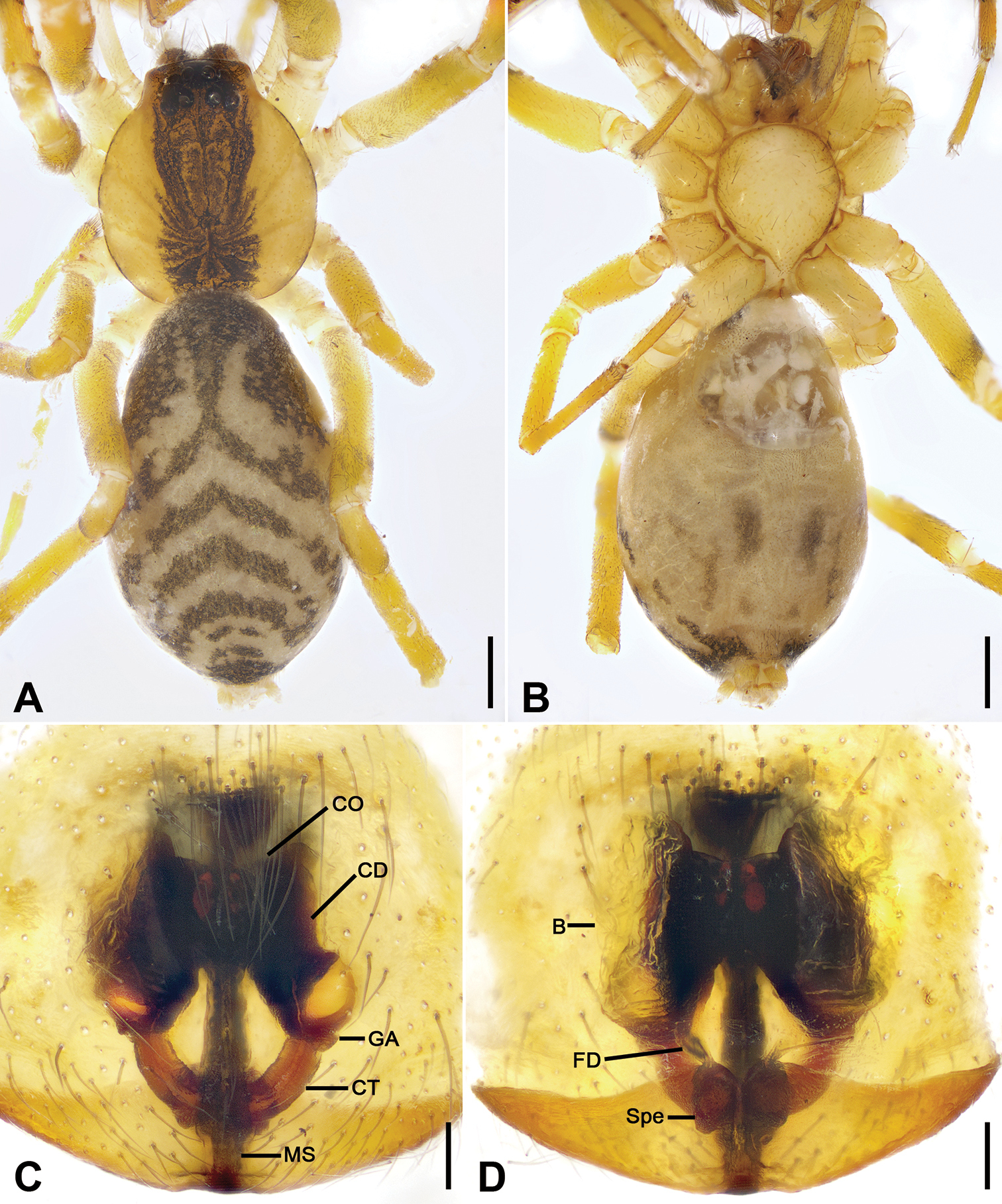
Otacilia wugongshanica ♀

Le mâle holotype mesure 3,52 mm et la femelle paratype 4,31 mm.

## Systématique et taxinomie
Cette espèce a été décrite par Liu en 2020.
Otacilia dawushan, Otacilia xingguo et Otacilia zhonglong ont été placées en synonymie par Mu et Zhang en 2023.

## Étymologie
Son nom d'espèce lui a été donné en référence au lieu de sa découverte, le mont Wugong.

## Publication originale
- Liu, Ying, Xiao, Yan & Xiao, 2020 : « Eight new species of Otacilia (Araneae: Phrurolithidae) from southern China. » ZooKeys, no 979, p. 1-33 (texte intégral).